# ごはんミュージアム
ごはんミュージアムは、かつて全国農業協同組合中央会（JA全中 - 米消費拡大・食生活対策室）が運営していた常設の食育啓発施設。2011年2月28日に閉館した。本稿では前身の「お米ギャラリー」についても述べる。

## お米ギャラリー
お米や稲作、ごはんを中心とした日本型食生活の大切さを多くの消費者に理解してもらうためとして1991年（平成3年）、東京・銀座5丁目に「お米ギャラリー 銀座」を開設したのを皮切りに翌1992年（平成4年）3月に「お米ギャラリー心斎橋」（大阪・心斎橋）、1993年（平成5年）3月に「お米ギャラリー 天神」（福岡・天神）を相次いで開設した。各館ではJAグループや農林水産省・食糧庁（当時）、地方行政等と連携し、食に関する企画展示のほか、料理教室や食文化、美容、健康等に関する公開講座などのイベントを実施、各地の物産品や工芸品の展示販売等を行っていた。さらにその後、東京駅構内にもミニ展示スペース「駅のお米ギャラリー 東京」を一時開設していた。ジェイアール東日本フードビジネスが展開するおむすび店「ほんのり屋」は同ギャラリーとJRフーズ社の協業によりはじまったものである。
「お米ギャラリー銀座」は1999年（平成11年）に銀座7丁目の東京ガスホールビルに移転してリニューアルオープン、エステコーナーやカフェコーナー「ごはん亭 銀座」が人気を博し、日平均来場者数が移転前の年間平均来場者数の3倍を記録するなど、都内でも人気の施設であった、2001年7月には累計来館者数300万人を突破した。
また、「お米ギャラリー心斎橋」は2004年（平成16年）6月19日に新設移転して北区の北阪急ビルに「お米ギャラリー梅田」としてリニューアルオープンしたが、2009年（平成21年）2月22日までで閉館した。
「ごはん亭」は「お米ギャラリー梅田」、「お米ギャラリー天神」にもそれぞれ併設されていた。
| 施設名                 | 開館日                                 | 閉館日                                                               | 所在地                                                            |
| ---------------------- | -------------------------------------- | -------------------------------------------------------------------- | ----------------------------------------------------------------- |
| お米ギャラリー銀座     | 1991年（平成3年）開館                  | （移転）                                                             | 東京都中央区銀座5丁目11-1（移転前）                               |
| お米ギャラリー銀座     | 1999年（平成11年）10月移転リニューアル | 2006年（平成18年）3月26日閉館 （ごはんミュージアム開設のため）       | 東京都中央区銀座7丁目9番15号 銀座ガスホールビル1F・2F（移転以降） |
| お米ギャラリー心斎橋   | 1992年（平成4年）開館                  | （2004年（平成16年）4月より休業） （お米ギャラリー梅田へ移転のため） | 大阪府大阪市中央区西心斎橋1-5-5                                   |
| お米ギャラリー梅田     | 2004年（平成16年）6月19日開館          | 2009年2月22日閉館                                                    | 大阪府大阪市北区芝田1-4-8 北阪急ビル1F・2F                        |
| お米ギャラリー天神     | 1993年（平成5年）3月開館               | 2008年（平成20年）8月17日閉館                                        | 福岡県福岡市中央区天神1-7-11イムズ6F                              |
| 駅のお米ギャラリー東京 | 2002年（平成14年）3月29日開館          | （閉館時期不明）                                                     | 東京都千代田区丸の内一丁目 JR東京駅八重洲中央口改札内             |

## ごはんミュージアム
2006年3月にお米ギャラリー銀座を閉館し、同施設の機能を新設移転する形で東京国際フォーラム（千代田区）内に10月に開館した。入館無料。「子ども・保護者世代」を意識した施設づくり、コンテンツで構成されている。お米ギャラリー時代に「ごはん亭 銀座」が併設されていたのと同様、カフェ・レストランの「ごはんcafé」が併設されていた。なお、「ごはんcafé」は本施設閉館後の2011年9月26日に「銀座ファイブ」内に単体移転し、2015年頃まで営業していた 。
ごはんミュージアム全体を通じ、食は単にエネルギー摂取ではなく、食に思い入れ、こだわりを持つことが豊かで充実した生活、心と体の健康につながることを訴求している。
| 施設名             | 開館日            | 閉館日            | 所在地                                                   |
| ------------------ | ----------------- | ----------------- | -------------------------------------------------------- |
| ごはんミュージアム | 2006年10月1日開館 | 2011年2月28日閉館 | 東京都千代田区丸の内3-5-1 東京国際フォーラム Cブロック1F |

## テレビ番組
2006年10月から2007年3月まで、この施設を紹介する番組がチバテレビ・テレ玉・tvk・TOKYO MXで放送されていた。制作はチバテレビの関連会社であるちばテレビメディアネット。

## 刊行書籍
「お米ギャラリー心斎橋」は各界から講師を招いた講演会「お米塾」を連続的に開催していた。一部の講演内容は書籍化されている。また、さらに一部は点字書籍化された。
- 『米を語る：心斎橋お米塾』（お米ギャラリー心斎橋編・刊、1994年3月）
  - 『米を語る：心斎橋お米塾 (「指で読む食生活文庫」シリーズ;第61集)』 （お米ギャラリー心斎橋編、視覚障害者食生活改善協会・刊、1995年3月） ※上記の点字翻訳版
- 『米を語る：心斎橋お米塾 続』（お米ギャラリー心斎橋編・刊、1995年6月）
  - 『米を語る：心斎橋お米塾 続 (「指で読む食生活文庫」シリーズ;第65集)』 （お米ギャラリー心斎橋編、視覚障害者食生活改善協会・刊、1995年11月） ※上記の点字翻訳版
- 『米を語る：心斎橋お米塾 3』（お米ギャラリー心斎橋編・刊、1998年3月）
  - 『米を語る 心斎橋お米塾 3 (「指で読む食生活文庫」シリーズ;第77集)』 （お米ギャラリー心斎橋編、視覚障害者食生活改善協会・刊、1999年3月） ※上記の点字翻訳版
- 『食文化を語る : 奥村彪生の食文化講座』（お米ギャラリー心斎橋編・刊、1998年3月）
- 『お母さんが作る朝ごはん講座 : 健康は、朝ごはんから。』（お米ギャラリー心斎橋編・刊、1998年11月）